# Gruszkówka (potok)
Gruszkówka – potok górski, lewy dopływ Karpnickiego Potoku o długości 5,55 km.
Potok płynie w Sudetach Zachodnich, w Rudawach Janowickich, na Wzgórzach Karpnickich w woj. dolnośląskim. Gruszkówkę tworzy kilka blisko położonych, krótkich strumieni, których źródła położone są na wysokości ok. 545–530 m n.p.m. w niewielkiej dolince, na północno-zachodnim zboczu Skalnika, nazywanym "Wilczyskiem", poniżej Przełęczy pod Średnicą, na obszarze Rudawskiego Parku Krajobrazowego. Strumienie w górnym biegu płyną w kierunku północnym niewielką, niezalesioną doliną. Na wysokości 520 m n.p.m. przed lasem strumienie łączą się w potok. Dalej między wzniesieniami spływa wąską zalesioną doliną w kierunku miejscowości Gruszków, następnie przepływa przez Karpniki. Przyjmuje wiele drobnych bezimiennych strumieni. W dolnej części potok, przekraczając granice Gruszkowa, kieruje się na północny zachód i wśród łąk i Karpnickich Stawów płynie w kierunku ujścia do Karpnickiego Potoku. Uchodzi na poziomie ok. 360 m n.p.m. na wschód od wzniesienia Bucznik.
Potok odwadnia wschodnią część Wzgórz Karpnickich. Jego koryto jest kamienisto-żwirowe. W większości swojego biegu  płynie otwartym terenem, jest nieuregulowany, o wartkim prądzie wody.